# Bertnäs
Bertnäs är en småort i Norrfjärdens socken i Piteå kommun, Norrbottens län.
När Trafikverket rustade upp E4 under 2015 skrevs orten istället Bärtnäset. Namnändringen skapade debatt bland de boende. Sedan 2019 skrivs byn Bertnäs igen.

## Historia
Tillbaka i tid syftade namnet "Bertnäs" till hemman nr 13, ett hemman som tillhörde byn Kopparnäs. I husförhörsböckerna för åren 1789-1806 heter hemmanet "Kopparnäs nr 13 Bertnäs". Ibland förekom stavningen "Bärtnäs". dock mer sällan. Tidigare nummer på hemmanet var nr 12.